# FM防災MEMO
FM防災MEMO（エフエムぼうさいメモ）は、FMぐんまで毎月第1月曜日に放送される5分番組である。国土交通省高崎河川国道事務所などがスポンサーになっている。

## 放送内容
万が一の災害時に、日頃の備えなどを伝える番組。役立つ情報をコンパクトに放送している。

## 出演
岡部哲彦（FMぐんまアナウンサー）

## 放送時間
FMぐんまでは、夕方のワイド番組「ユウガチャ!」のコーナーとして、第1月曜日の18時33分ころから放送される。
また、県内のコミュニティ放送でも放送している。